# Rutina Wesley
Rutina Wesley (* 1. února 1979 Las Vegas) je americká filmová, televizní a divadelní herečka. Její nejznámější rolí je Tara Thornton v seriálu True Blood.

## Životopis
Narodila se a vyrůstala v Las Vegas v Nevadě. Její otec, Ivery Wheeler, je profesionální stepař a její matka, Cassandra Wesley, byla herečkou. Navštěvovala střední školu na lasvegaské akademii mezinárodních studií, dramatických a vizuálních umění. Studovala tanec v Simba Studios a ve West Las Vegas Arts Center.
Během času na las vegaské akademii zmeškala několik přijímajících pohovorů na vysoké školy, ale nakonec byla přijata na University of Evansville v Indianě. Váhala při vstupu na univerzitu kvůli nedostatku menšin ve státě. Poté, co v roce 2001 získala titul BFA v divadelním herectví ji její babička navrhla, že by si měla udělat ošetřovatelský kurz, ale Wesley trvala na tom, že bude pokračovat ve svém vzdělávání. V roce Ve stejném roce se přihlásila na Juilliard a absolvovala zde v květnu 2005 a včetně toho, že strávila léto v Royal Academy of Dramatic Art. Na Juilliardu se stala blízkou přítelkyní se svým pozdějším hereckým kolegou, Nelsanem Ellisem.

## Osobní život
Svůj čas rozděluje mezi Los Angeles a Astorii v Queens. Byla vdaná za svého bývalého spolužáka s Julliardu, herce Jacoba Fishela. V roce 2013 se rozvedli.

## Filmografie
| Rok       | Název          | Role                      | Poznámky                 |
| --------- | -------------- | ------------------------- | ------------------------ |
| 2007      | V rytmu stepu  | Raya Green                | Filmový debut            |
| 2008      | Vražedná čísla | Sarah                     | Epizoda: "Magic Show"    |
| 2008–2014 | True Blood     | Tara Thornton             | 60 epizod, vedlejší role |
| 2009–2012 | Cleveland show | Yvette / Tori (hlas)      | 2 epizody                |
| 2010–2011 | Generator Rex  | Agent Kenwyn Jones (hlas) | 2 epizody                |

## Ocenění a nominace
| Rok  | Ocenění                    | Kategorie                                    | Práce      | Výsledek   |
| ---- | -------------------------- | -------------------------------------------- | ---------- | ---------- |
| 2009 | Scream Awards              | Nejlepší herečka ve vedlejší roli            | True Blood | Nominována |
| 2010 | Screen Actors Guild Awards | Nejlepší výkon obsazení dramatického seriálu | True Blood | Nominována |